# Allison Beckford
Allison Beckford (ur. 8 maja 1979) – jamajska lekkoatletka, sprinterka i płotkarka.

## Sukcesy
- srebrny medal Mistrzostw Świata Juniorów w Lekkoatletyce (Bieg na 400 m przez płotki Annecy 1998)
- złoto podczas Mistrzostw Świata Juniorów (Sztafeta 4 x 400 m Annecy 1998)
- brązowy medal Mistrzostw Świata w Lekkoatletyce (Sztafeta 4 x 400 m Paryż 2003)
- srebrny medal igrzysk panamerykańskich (Sztafeta 4 x 400 m Santo Domingo 2003)[1]

## Rekordy życiowe
- Bieg na 400 m przez płotki - 55.12 (2003)
- Bieg na 400 m - 50.83 (2002)
- Bieg na 400 m (hala) - 52.16 (2002)